# Cesinha (calciatore 1989)
Cesinha, pseudonimo di César Fernando Silva dos Santos (São José do Rio Preto, 29 novembre 1989), è un calciatore brasiliano, attaccante del Daegu.

## Carriera
Nato a São José do Rio Preto, nello Stato di San Paolo, Cesinha ha iniziato la sua carriera nelle giovanili del Corinthians, e ha fatto il suo debutto professionistico mentre era in prestito all'Osvaldo Cruz. Dopo aver giocato con União Barbarense e Audax, è tornato alla prima il 7 dicembre 2011.
Il 16 maggio 2012 Cesinha ha firmato con il Bragantino. Dopo qualche presenza sporadica, tornò all'União Barbarense nel gennaio dell'anno successivo, con un contratto di prestito di sei mesi.
Cesinha è ritornato al Braga nel giugno 2013, collezionando un numero discreto di presenze. Il 3 ottobre dell'anno successivo venne girato in prestato all'Atlético Mineiro, fino al maggio 2015.
Cesinha ha fatto il suo debutto in Série A il 9 ottobre, sostituendo Luan in un pareggio per 0-0 con il Fluminense. Il 6 maggio 2015 è stato girato ancora una volta in prestito, questa volta al Ponte Preta, fino a dicembre.

## Palmarès

### Club

#### Competizioni nazionali
- Coppa del Brasile: 1

Atlético Mineiro: 2014
- Coppa della Corea del Sud: 1

Daegu: 2018